# Pteroptyx amilae
Pteroptyx amilae is een keversoort uit de familie glimwormen (Lampyridae). De wetenschappelijke naam van de soort werd voor het eerst geldig gepubliceerd in 1977 door Satô.